# ディナーミ
ディナーミ（イタリア語: Dinami）は、イタリア共和国カラブリア州ヴィボ・ヴァレンツィア県にある、人口約2,100人の基礎自治体（コムーネ）。

## 地理

### 位置・広がり

#### 隣接コムーネ
隣接するコムーネは以下の通り。括弧内のRCはレッジョ・カラブリア県所属を示す。
- アックアーロ
- ダサ
- ジェロカルネ
- ミレート
- サン・ピエトロ・ディ・カリダ (RC)
- セッラータ (RC)

## 行政

### 分離集落
ディナーミには、以下の分離集落（フラツィオーネ）がある。
- Melicuccà, Monsoreto, Umbro, Boscoreggio